# Viersprong (Friesland)
Viersprong (Fries: Sotterum) is een buurtschap bij Bolsward in de gemeente Súdwest-Fryslân, in de Nederlandse provincie Friesland. De buurtschap ligt aan weerszijden van de A7 tussen Longerhouw en Schettens. Viersprong bestaat uit een zestal panden aan de gelijknamige weg. Wordt de Friestalige naam Sotterum als definitie aangehouden, dan ligt de buurtschap iets noordelijker en omvat deze enkele boerderijen rond een voormalige gelijknamige terp aan de Van Osingaweg.

## Geschiedenis
De buurtschap is ontstaan op een terp, deze terp werd vroeger waarschijnlijk Sotterum genoemd. De terp lag in de middeleeuwen naast de zeearm de Marne. Bij de terp werd vermoedelijk in de 15e eeuw de Osinga State gebouwd. Deze werd in de 18e eeuw verbouwd tot een boerderij en brandde in 1982 af. Begin 20e eeuw werd de terp afgegraven.
In 2015 vond er een archeologisch onderzoek plaats door het Terpencentrum van de Rijksuniversiteit Groningen in opdracht van de gemeente Súdwest-Fryslân en de provincie Friesland. Er werden ondergronds overblijfsels gevonden van middeleeuwse gebouwen. De oudst gevonden voorwerpen zijn vermoedelijk afkomstig uit de ijzertijd. 
In de jaren 30 van de twintigste eeuw ontwikkelde zich ten zuiden aan de weg naar de Longerhouw een buurtje bij de kruising met de tramweg tussen Witmarsum en Bolsward. Dit buurtje werd vanwege deze kruising Viersprong genoemd. Door de aanleg van de A7 werd het buurtje afgesneden van de terp. De naam Viersprong werd daarna op Topografische kaarten ook gebruikt om de oorspronkelijke terp mee aan te duiden. 
Steden: Bolsward · Hindeloopen · IJlst · Sneek · Stavoren · Workum

Dorpen en gehuchten: Abbega · Allingawier · Arum · Blauwhuis · Bozum · Breezanddijk · Britswerd · Burgwerd · Cornwerd · Dedgum · Deersum · Edens · Exmorra · Ferwoude · Folsgare · Gaast · Gaastmeer · Gauw · Goënga · Greonterp · Hartwerd · Heeg · Hemelum · Hennaard · Hichtum · Hidaard · Hieslum · Hommerts · Idsegahuizum · IJsbrechtum · Indijk · It Heidenskip · Itens · Jutrijp · Kimswerd · Kornwerderzand · Koudum · Kubaard · Loënga · Lollum · Longerhouw · Lutkewierum · Makkum · Molkwerum · Nijhuizum · Nijland · Offingawier · Oosterend · Oosterwierum · Oosthem · Oppenhuizen · Oudega · Parrega · Piaam · Pingjum · Poppingawier · Rauwerd · Rien · Roodhuis · Sandfirden · Scharl · Scharnegoutum · Schettens · Schraard · Sijbrandaburen · Terzool · Tirns · Tjalhuizum · Tjerkwerd · Uitwellingerga · Waaxens · Warns · Westhem · Wieuwerd · Witmarsum · Wolsum · Wommels · Wons · Woudsend · Zurich

Buurtschappen: Abbegaasterketting · Anneburen · Arkum · Atzeburen · Baarderburen · Baburen · Bernsterburen · De Bieren · De Blokken · De Hel · De Grits · De Kat · De Klieuw · De Polle · De Wieren · Dijksterburen · Doniaburen · Draaisterhuizen · Driehuizen · Eemswoude · Engwerd · Engwier · Exmorrazijl · Feyteburen · Flansum · Galamadammen · Gooium · Grauwe Kat · Grote Wiske · Grotewierum · Harkezijl · Hayum · Hemert · Hidaarderzijl · Hoekens · Hornsterburen · Idzega · Idserdaburen · Indijk (Bozum) · Jet · Jonkershuizen · Jousterp · Jouswerd · Kampen · Kleine Gaastmeer · Kleine Wiske · Kleiterp · Kooihuizen · Koufurderrige  · Kromwal · Koudehuizum · Laaxum · Laad en Zaad · Lippenwoude · Lytshuizen · Makkum (Bozum) · Meilahuizen · Montsamaburen · Nijeburen · Nijeklooster · Nijezijl · Oosthem (Witmarsum) · Osingahuizen · Piekezijl · Remswerd · Rijtseterp · Scharneburen · Schrok · Sieswerd · Sjungadijk · Smallebrugge · Sotterum · Speers  · Strand · Swaanwerd · Swarte Beien · Tsjerkebuorren · Vierhuizen · Viersprong · Vijfhuis · Vissersburen  · Het Vliet· Westerlittens · Wolsumerketting · Wonneburen · Ypecolsga

 Voormalige buurtschappen: Aaksens · Angterp · De Band · Barsum · De Bird · Bittens · Bloemkamp · Bootland · Bovenburen · Doniawier · Goëngamieden · Hiddum · Houw · Knossens · De Nes · Ottenburen · Sandfirderrijp · Slijp · Spijk · De Weeren 

Friesland: Steden en dorpen      Nederland: Provincies · Gemeenten